# Vicoa indica
Vicoa indica là một loài thực vật có hoa trong họ Cúc. Loài này được (L.) Ling mô tả khoa học đầu tiên năm 1965.